# FBXW4
FBXW4‏ (F-box and WD repeat domain containing 4) هوَ بروتين يُشَفر بواسطة جين FBXW4 في الإنسان.